# 김소연 (1984년)
김소연(1984년 ~ )은 대한민국의 배우이다.

## 학력
- 동덕여자대학교 방송연예과

## 드라마
- 2005년 : SBS 월화드라마 《패션 70s》- 오상희 역
- 2006년 : MBC 주말특별기획 《불꽃놀이》- 신나경 역
- 2009년 : SBS 드라마스페셜 《태양을 삼켜라》

## 영화
- 2006년 : 맨발의 기봉이 - 다방 레지 3역
- 2006년 : 폭력써클 - 박미경 역